# سیمین‌ماهی‌سانان
سیمین‌ماهی‌سانان (نام علمی: Osmeriformes) نام یک راسته از ماهی‌ها از فرورده پیوسته‌استخوانان است.